# Episodi di Giorno per giorno (serie televisiva 1975) (nona stagione)
La nona e ultima stagione della serie televisiva Giorno per giorno, composta da 22 episodi, è stata trasmessa negli Stati Uniti sul canale CBS dal 2 ottobre 1983 al 28 maggio 1984.
| n° | Titolo originale           | Titolo italiano | Prima TV USA     | Prima TV Italia |
| -- | -------------------------- | --------------- | ---------------- | --------------- |
| 1  | Shakedown                  |                 | 3 ottobre 1983   |                 |
| 2  | Take My Ex                 |                 | 16 ottobre 1983  |                 |
| 3  | The Dentist                |                 | 23 ottobre 1983  |                 |
| 4  | The Bedtime Story          |                 | 30 ottobre 1983  |                 |
| 5  | Worried Heart              |                 | 6 novembre 1983  |                 |
| 6  | Baby Love                  |                 | 4 dicembre 1983  |                 |
| 7  | Baby Love                  |                 | 4 dicembre 1983  |                 |
| 8  | Travel Agent               |                 | 18 dicembre 1983 |                 |
| 9  | Not a Creature Was Staying |                 | 25 dicembre 1983 |                 |
| 10 | Sam's Apartment            |                 | 1 gennaio 1984   |                 |
| 11 | Dear Max                   |                 | 8 gennaio 1984   |                 |
| 12 | Never Hire a Relative      |                 | 15 gennaio 1984  |                 |
| 13 | Fifty                      |                 | 12 febbraio 1984 |                 |
| 14 | Woman of the House         |                 | 7 marzo 1984     |                 |
| 15 | Parting Company            |                 | 14 marzo 1984    |                 |
| 16 | Ave Romano                 |                 | 21 marzo 1984    |                 |
| 17 | Bring in the Clowns        |                 | 4 aprile 1984    |                 |
| 18 | Up in Smoke                |                 | 25 aprile 1984   |                 |
| 19 | Meaning of Life            |                 | 2 maggio 1984    |                 |
| 20 | The Nearness of You        |                 | 14 maggio 1984   |                 |
| 21 | Off We Go                  |                 | 21 maggio 1984   |                 |
| 22 | Another Man's Shoes        |                 | 28 maggio 1984   |                 |